# President's Cup 1989
De President's Cup 1989 was de 18e editie van de President's Cup, later Korea Cup genoemd. Het toernooi werd gehouden van 17 tot en met 26 juni 1989. Aan het toernooi deden 8 landen mee. Tsjecho-Slowakije XI werd kampioen, in de finalegroep eindigden zij boven het Deense Brøndby IF. Zuid-Korea werd derde.

## Eerste groepsfase

### Groep 1
| Pos | Land                   | Wed | Win | Gel | Ver | DV | DT | +/− | Pnt |
| --- | ---------------------- | --- | --- | --- | --- | -- | -- | --- | --- |
| 1   | Zuid-Korea             | 3   | 2   | 1   | 0   | 6  | 1  | +5  | 5   |
| 2   | SL Benfica             | 3   | 2   | 0   | 1   | 4  | 3  | +1  | 4   |
| 3   | Hongarije (–18)        | 3   | 1   | 0   | 2   | 1  | 5  | –4  | 2   |
| 4   | Verenigde Staten (–21) | 3   | 0   | 1   | 2   | 2  | 4  | –2  | 1   |

### Groep 2
| Pos | Land                  | Wed | Win | Gel | Ver | DV | DT | +/− | Pnt |
| --- | --------------------- | --- | --- | --- | --- | -- | -- | --- | --- |
| 1   | Tsjecho-Slowakije XI  | 3   | 3   | 0   | 0   | 7  | 2  | +5  | 6   |
| 2   | Brøndby IF            | 3   | 1   | 0   | 2   | 3  | 4  | –1  | 2   |
| 3   | Club Nacional (M.)    | 3   | 1   | 0   | 2   | 2  | 3  | –1  | 2   |
| 4   | Zuid-Korea (B-elftal) | 3   | 1   | 0   | 2   | 4  | 7  | –3  | 2   |

## Finalegroep
De resultaten uit de eerste ronde werden meegenomen naar de finalegroep. De teams uit groep 1 spelen nog tegen de teams uit de groep 2 en die resultaten werden vervolgens bij de 'oude' resultaten opgeteld. 
| Pos | Land                 | Wed | Win | Gel | Ver | DV | DT | +/− | Pnt |
| --- | -------------------- | --- | --- | --- | --- | -- | -- | --- | --- |
| 1   | Tsjecho-Slowakije XI | 5   | 4   | 1   | 0   | 12 | 4  | +8  | 9   |
| 2   | Brøndby IF           | 5   | 3   | 0   | 2   | 8  | 4  | +4  | 6   |
| 3   | Zuid-Korea           | 5   | 2   | 2   | 1   | 6  | 3  | +3  | 6   |
| 4   | SL Benfica           | 5   | 2   | 0   | 3   | 6  | 11 | –5  | 5   |

| Winnaar President's Cup 1989  |
| ----------------------------- |
|                               |
| Tsjecho-Slowakije XI 2e titel |